# صلاة الساعة التاسعة

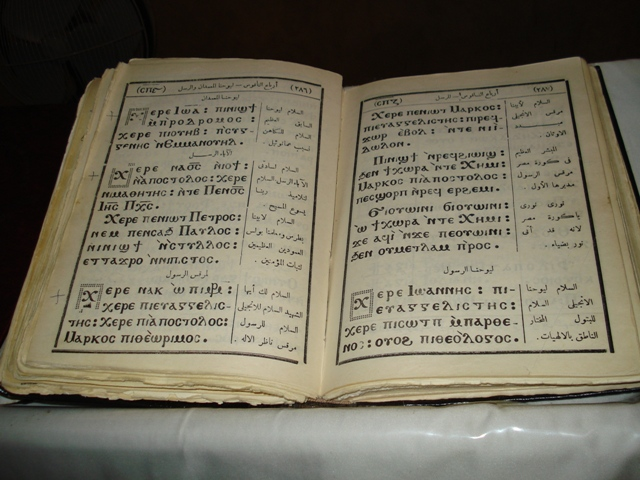
المزمور القبطى

صلاة الساعة التاسعة هي إحدى صلوات الكنيسة القبطية الأرثوذكسية. في الساعة التاسعة نادى ربنا يسوع بصوت عظيم «يا أبتاه في يديك أستودع روحي» وأسلم الروح فانشق حجاب الهيكل من وسطه. وأنارت الشمس التي أظلمت في الساعة السادسة. وفي هذه الساعة نتذكر اللص الذي سأل أن يذكره المخلص في ملكوته فأعطاه سؤله. وهي تقابل الثالثة بعد الظهر بالتوقيت الإفرنجي.